# Dyan Diamond
Dyan Diamond (ur. 1962) – amerykańska wokalistka nowofalowa, najbardziej znana z działalności w zespole Venus and the Razorblades.
Do zespołu Dyan trafiła dzięki Kimowi Fowleyowi. W trakcie audycji do grupy miała zaledwie 14 lat. Podczas przesłuchania zaśpiewała piosenkę Kiss, "Do You Love Me". Według Fowleya i członków zespołu, głos Diamond brzmiał o wiele bardziej dojrzale, niż wokalistka była w rzeczywistości.
Po rozpadzie Venus and the Razorblades, Dyan nagrała solowy album dla MCA Records, In the Dark. Według krytyków muzycznych, był on "komercyjnym niepowodzeniem, ale artystycznym zwycięstwem".
Pod koniec lat 70. XX wieku Dyan próbowała swoich sił w różnych zespołach nowofalowych i punkowych, ale szybko zrezygnowała z dalszej kariery muzycznej.